# بئاتریکس بلوشویتز
بئاتریکس بلوشویتز (به انگلیسی: Beatrix Boulsevicz) (زادهٔ ۱۵ فوریهٔ ۱۹۸۷) شناگر اهل مجارستان است.